# لینو چروار
لینو چروار (انگلیسی: Lino Červar؛ زادهٔ ۲۲ سپتامبر ۱۹۵۰) مربی هندبال اهل کرواسی بود.
وی به‌عنوان سرمربی تیم ملی هندبال مردان کرواسی به قهرمانی در بازی‌های المپیک تابستانی ۲۰۰۴ دست پیدا کرده‌است.